# Alaixys Romao
Jacques Alaixys Romao (L'Haÿ-les-Roses, Francia, 18 de enero de 1984) es un futbolista togolés que juega como centrocampista en el Six-Fours Le Brusc F. C. de la Régional 1.

## Selección nacional
Nacido en Francia, compitió en las categorías inferiores de la selección de fútbol de Francia, aunque en 2005 debutó con la selección de fútbol de Togo e incluso fue convocado para disputar el Mundial 2006. En 2024 se convirtió en el jugador togolés con más partidos jugados con la selección.[cita requerida]

### Participaciones en Copas del Mundo
| Mundial                     | Sede     | Resultado      | Partidos | Goles |
| --------------------------- | -------- | -------------- | -------- | ----- |
| Copa Mundial de Fútbol 2006 | Alemania | Fase de grupos | 2        | 0     |

## Clubes
| Club                     | País    | Año       |
| ------------------------ | ------- | --------- |
| C. S. Louhans-Cuiseaux   | Francia | 2004-2007 |
| Grenoble Foot 38         | Francia | 2007-2010 |
| F. C. Lorient            | Francia | 2010-2013 |
| Olympique de Marsella    | Francia | 2013-2016 |
| Olympiacos F. C.         | Grecia  | 2016-2018 |
| Stade de Reims           | Francia | 2018-2020 |
| E. A. Guingamp           | Francia | 2020-2021 |
| Ionikos de Nicea         | Grecia  | 2021-2023 |
| Atenas Kallithea F. C.   | Grecia  | 2023-2025 |
| Ionikos de Nicea         | Grecia  | 2025      |
| Six-Fours Le Brusc F. C. | Francia | 2025-     |

## Palmarés

### Títulos nacionales
| Título              | Club             | País   | Año     |
| ------------------- | ---------------- | ------ | ------- |
| Superliga de Grecia | Olympiacos F. C. | Grecia | 2016-17 |